# 缩茎韩信草
缩茎韩信草（学名：Scutellaria indica var. subacaulis）为唇形科黄芩属下的一个变种。

## 扩展阅读
- 維基物種上的相關：缩茎韩信草